# Aloe marlothii
Espèce
Classification APG III (2009)
Statut CITES
Aloe marlothii, ou l’Aloès de montagne, est une espèce de plantes à fleurs du genre des Aloès de la famille des Asphodélacées (Asphodeloideae) originaire d'Afrique australe.
C'est en l'honneur du botaniste et pharmacien Rudolf Marloth (1855-1911) que cette Aloe porte l'épithète spécifique marlothii.

## Description

### Appareil végétatif

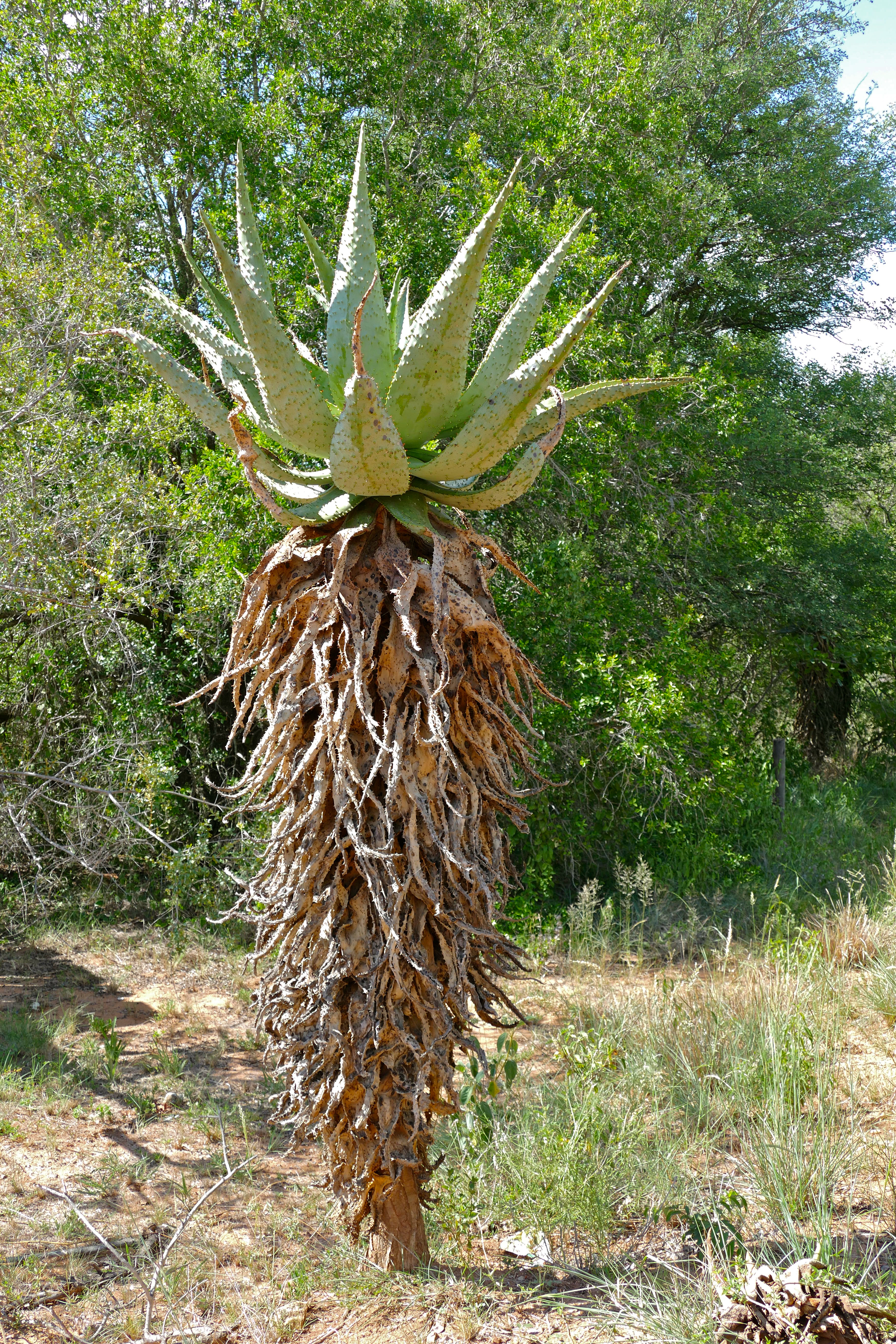
Aloe marlothii (Parc national Kruger, en Afrique du Sud).

Un plant d' Aloe marlothii est formé d'une seule rosette de feuilles, insérées sur une tige qui se transforme avec l'âge en tronc. Ce « tronc » peut atteindre une hauteur de 4 mètres (exceptionnellement 6 mètres) et se couvre des feuilles mortes. Les 40  à   50 vieilles feuilles séchées sont les anciennes rosettes. Le limbe foliaire, la rosette des feuilles, de couleur gris/vert, d'une teinte terne à étincelante, a une longueur de 100  à   150 centimètres et une largeur de 20  à   25 centimètres. Les feuilles sont couvertes de longues épines plus ou moins nombreuses, de couleur brun/rouge, qui mesure 3  à   4 millimètres. Sur leur face interne, celles-ci sont particulièrement nombreuses. Ces épines sont espacées entre elles de 10  à   15 millimètres.

### Fleurs et inflorescence
L'inflorescence se compose de plusieurs branches et atteint une longueur d'environ 80 centimètres. Les branches inférieures sont ramifiées normalement. Les épis denses, horizontaux ou un peu relevés, sont constitués de quelques fleurs tubulaires et mesurent entre 30  et   50 centimètres de long et 5  à   6 centimètres de large. La plante compte de 20  à   30 épis. Les bractées brunâtres, de forme ovoïde, se termine en pointe et font 8  à   9 millimètres de long sur 5 millimètres de large. Les fleurs, de couleur orange à jaune orangé, de la forme d'un lobe bombé, sont disposées sur un pédoncule de 5 millimètres. Les fleurs mesurent 30  à   35 millimètres et sont plus proches et arrondies en leur base. Au niveau des ovaires, les fleurs ont un diamètre d'environ 7 millimètres. En outre, elles sont larges mais rétrécies en leur bout. Leur tépales extérieures ne sont pas soudées sur une longueur de 20  à   23 millimètres. Les étamines et le style dépassent de 10  à   15 millimètres la fleur.

### Génétique
Le nombre de chromosomes est de 2n = 14.

## Distribution et habitat
Aloe marlothii est originaire d'Afrique australe où cette espèce est largement répandue : Mozambique, Botswana, Afrique du Sud et Swaziland. Elle y est souvent cultivée dans les jardins.
On la rencontre généralement dans les collines rocheuses et des habitats variés, de la savane au Bushveld.
En Afrique du Sud, les chaînes de montagnes du Drakensberg, des monts Lebombo, de Zoutpansberg et de Waterberg possèdent d'importantes populations de cette espèce. Cela explique son nom local en afrikaans, bergalwyn, soit « aloès de montagne ». La plante est toutefois absente des zones plus froides, aux altitudes élevées, même si elle présente une certaine tolérance au gel.

## Systématique et classification
La première description réalisée par Alwin Berger est publiée en 1905. Les taxons suivants sont intégrés dans l'espèce type : Aloe ferox var. xanthostachys A. Berger (1908, nom incorrect voir CINB- article 11.4), Aloe ferox A. Berger (1908, nom. illeg. voir CINB - article 53.1) et Aloe marlothii J.M. Wood (1912, nom. illeg. voir CINB - article 53.1)[pas clair] .
On distingue les sous-espèces suivantes :
- Aloe marlothii sous-espèce. marlothii
- Aloe marlothii sous-espèce. orientalis Glen et D.S.Hardy

### Aloe marlothiisous-espècemarlothii
Cette sous-espèce est répandue au Botswana, au Mozambique, dans les provinces sud-africaines de KwaZulu-Natal, Gauteng, Mpumalanga, Limpopo et Nord-Ouest ainsi qu'au Swaziland sur les reliefs des collines rocheuses à des hauteurs comprises entre 1 000  et   1 800 mètres. Les taxons suivants sont inclus dans la sous-espèce : Aloe supraleavis var. hanburyi Baker (1896), Aloe spectabilis Reynolds (1927) et Aloe marlothii var. bicolor Reynolds (1936)[pas clair].
Ronell Renett Klopper et Gideon Francois Smith observent et reconnaissent, une nouvelle fois, en 2010, l'Aloe spectabilis.

### Aloe marlothiisous-espèceorientalis
Les différences avec Aloe marlothii subsp. marlothii sont : les germes de la sous-espèce constituent fréquemment des amas. Leurs tiges, horizontales ou couchées voire tordues mesurent jusqu'à 1,75 mètre. Les feuilles ne présentent que peu voire pas d'épines. Les grappes de fleurs sur l'inflorescence sont obliques.
La première description de cette sous-espèce par Hugh Francis Glen et David Spencer Hardy a été publiée en 1987. Aloe marlothii subsp. orientalis est répandue dans l'extrême sud du Mozambique et dans la province sud-africaine KwaZulu-Natal ainsi qu'au Swaziland dans les sols sablonneux situés de 15  à   500 mètres d'altitude.